# Sonja Kirchberger
Sonja Kirchberger (Bécs, 1964. november 9. –) osztrák filmszínésznő, táncosnő, modell, televíziós személyiség.

## Élete
Már tizenévesen klasszikus táncot tanult. 1974–1978 között a Bécsi Állami Operaház balett-táncosaként dolgozott, majd fogtechnikus és modell lett, a Playboy címlapján is szerepelt. 1988-ban Robert van Ackeren német filmrendező felkérte, hogy játssza el a főszerepet a Vénuszcsapda című erotikus filmben, ezzel elindította filmes karrierjét. Kirchberger azóta számos filmben és tévésorozatban szerepelt, az 1990-es években a német filmipar egyik legismertebb színésznőjeként tartották számon, emellett a színházi szerepeket is elvállalt. A televíziós szereplések sem álltak távol tőle, a német RTL csatorna táncos show-ját, a Let’s Dance-et is ő vezette. 
Egy lánya (1985) és egy fia született (1998), egy ideig Mallorcán majd Berlinben élt.

## Válogatott filmográfia
- 1988: Vénuszcsapda (Die Venusfalle) (Coco)
- 1991: Sisi und der Kaiserkuß (Nene)
- 1993: Amok (La maîtresse Munich)
- 1996: Kórház a pálmák alatt (Klinik unter Palmen) - tévésorozat (Isabelle von Wertheim)
- 2000: Testkufárok (Der Runner) (Danielle Reuter)
- 2001: A misztikus kard kalandorai (Lenya - Die größte Kriegerin aller Zeiten) (Kundrie)
- 2006: Ascendens szerelem (Aszendent Liebe) (Monika Hansen)
- 2009: Grimm meséiből: Hófehérke (Schneewittchen)  (királyné / Böse Stiefmutter)
- 2011: Szerelem és halál Jáván (Liebe und Tod auf Java) (Emmy Hartwig)
- 2012: Éld az életed (Lebe dein Leben) (Alexandra Vanderbilt)
- 2013: Családi gyökerek (Quellen des Lebens) (Marie Freytag)
- 2014: Dunai zsaruk (SOKO Donau) - TV sorozat (Sarah / Maria Schumann)
- 2017: Álomhajó - Mézeshetek (Kreuzfahrt ins Glück) - tévésorozat (Nadi Thaler)
- 2018: Trópusi doktornő (Die Inselärztin) - tévésorozat (Andrea Richter)
- 2023: Hegyimentők(wd) (Die Bergretter) - tévésorozat (Elisa Rödder)

## Fordítás
- Ez a szócikk részben vagy egészben  a   Sonja Kirchberger című angol Wikipédia-szócikk fordításán alapul.  Az eredeti cikk szerkesztőit annak laptörténete sorolja fel. Ez a jelzés csupán a megfogalmazás eredetét és a szerzői jogokat jelzi, nem szolgál a cikkben szereplő információk forrásmegjelöléseként.
- Ez a szócikk részben vagy egészben  a   Sonja Kirchberger című német Wikipédia-szócikk fordításán alapul.  Az eredeti cikk szerkesztőit annak laptörténete sorolja fel. Ez a jelzés csupán a megfogalmazás eredetét és a szerzői jogokat jelzi, nem szolgál a cikkben szereplő információk forrásmegjelöléseként.